# Chikkamalligere, Turuvekere
Chikkamalligere là một làng thuộc tehsil Turuvekere, huyện Tumkur, bang Karnataka, Ấn Độ.